# Osebna varovalna oprema
Osebna varovalna oprema (OVO) je vsaka oprema ali pripomoček, ki je bil načrtovan in izdelan zato, da ga posameznik nosi ali drži s ciljem varovanja pred eno ali več nevarnostmi za zdravje in varnost - od zaščitnih oblek do ščitnikov za športnike. Z uporabo osebne varovalne opreme se poskuša preprečiti ali zmanjšati tveganja za izpostavljenost nevarnosti na sprejemljivo raven.

## Zakonodaja v EU
Da bi zagotovile visoko raven zaščite državljanov in prost pretok blaga, so države članice EU za osebno zaščitno opremo sprejele Direktivo o osebni zaščitni opremi 89/686/EGS (Directive on Personal Protective Equipment (PPE)) . Slovenija je Direktivo prenesla v pravni red s Pravilnikom o osebni varovalni opremi (Uradni list RS, št. 29/05, 23/06 - popr). 
Po pravilniku je osebna varovalna oprema razdeljena v tri kategorije:
- I. kategorija: OVO, ki uporabnika varuje pred minimalnimi tveganji, katerih učinke, če so postopni, lahko uporabnik varno in pravočasno ugotovi.
- II. kategorija: OVO, ki ni navedena v kategorijah I. in III.
- III. kategorija: OVO, ki je namenjena za varovanje pred smrtnimi nevarnostmi ali pred nevarnostmi, ki lahko resno in nepopravljivo poškodujejo zdravje in katerih takojšnjih učinkov, ki jih predvideva proizvajalec, uporabnik ne more pravočasno ugotoviti.

Osebna varovalna oprema, ki je pravilnik o osebni varovalni opremi ne obravnava:
- oprema za zaščito in reševanje oseb, na plovilih in letalih, ki se ne uporablja redno kot npr. rešilni jopič
- osebna varovalna oprema za samoobrambo (npr. aerosolni razpršilniki, osebno zastraševalno orožje...)
- osebna varovalna oprema, načrtovana in izdelana za uporabo v oboroženih silah ali za ohranjanje reda in miru (čelade, ščitniki, itd.)

## Osebna varovalna oprema glede na tveganja
Nekatera tveganja, ki jih želimo z uporabo osebne varovalne opreme zmanjšati: mehanski vplivi, fizične poškodbe, utopitev, hrup, vročina, ogenj, mraz, električni udar, sevanje, nevarne snovi (v trdnem, tekočem ali plinastem stanju) in povzročitelji okužb

### Zaščita pred letečimi delci ali brizganjem tekočine
Pred umazanijo, hlapi in za zaščito pred letečimi delci, ki nastajajo pri rezanju, varjenju, sekanju ali brušenju ter zaščito pred pljuski tekočin ali pršili se zavarujemo s ščitnikom za obraz in očali. Očala, ki služijo za zaščito oči, so lahko dodatno zatemnjena, da blokirajo UV ali lasersko svetlobo. Očala naj tesnijo tesno okrog oči.

### Zaščita pred poškodbami z ostrimi površinami
Vsi, ki pri delu uporabljajo rezila, nože in druge ostre površine, lahko za zaščito rok uporabljajo zaščitne rokavice ali druge zaščitne pripomočke, s katerimi zagotavljajo kritično razdaljo, da ne pridejo v stik z ostro površino. 

### Zaščita pred ognjem
Za zaščito pred ognjem se pri osebni varovalni opremi uporablja negorljive materiale. Gasilci pri svojem delu uporabljajo plašče, hlače, čelade, rokavice, škornje.

### Zaščita pred radioaktivnim onesnaženjem
Oseba, ki deluje na območju radioaktivnega onesnaženja, mora imeti posebna zaščitna oblačila. Pogosto se poleg rednih oblačil uporablja tudi rokavice, čevlje, masko. Da bi radioaktivnim delcem preprečili vstop v obleko, se za tesnjenje odprtin uporabi tudi lepilni trak. Če je onesnaženje večje, oblečejo dve ali več plasti oblačil, da zmanjšajo onesnaženje na mestu, kjer odstranijo vrhnje oblačilo. Hkrati s tem preprečijo, da bi prišli v direktni stik z radioaktivno onesnaženo obleko. 
Posebna zaščitna oblačila ščitijo uporabnika pred radioaktivnim onesnaženjem in nekaterimi vrstami sevanja. Čeprav učinka gama žarkov z oblačili ne moremo zmanjšati, pa se alfa delci lahko ustavijo in beta delce nekoliko blokiramo z več plastmi oblačil.

### Zaščita pred nevarnimi snovmi
Gasilci, osebje za nujne primere, ki sodelujejo pri odpravi strupenih razlitij, raziskovalci, specialisti za čiščenje onesnaženih objektov ali delavci v strupenih okoljih, kjer je izpostavljenost nevarnim snovem uporabljajo neprepustno oblačilo, ki pokriva celotno telo, da ščiti pred nevarnimi snovmi. Za tovrstno oblačilo se uporablja tudi izraz HAZMAT obleka. Po navadi se jo uporablja v kombinaciji z dihalnim aparatom.

### Zaščita pred biološkimi nevarnostmi
Zaščitna oprema pred biološkimi nevarnostmi se uporablja predvsem v bolnišnicah in bioloških laboratorijih. Uporablja se za preprečevanje okužb bolnikov in preprečitev izpostavljenosti zdravniškega osebja. Vključuje npr. maske, rokavice za enkratno uporabo, zaščitne nogavice za enkratno uporabo itd. 

### Zaščita dihal
Za zaščito dihal se uporabljajo različne vrste respiratorjev. Dihalne poti ščitijo pred vdihavanjem škodljivih snovi. Lahko so enostavne maske s filtri ali pa hkrati dovajajo čist zrak. 

### Osebna varovalna oprema pri športu
Športniki pri najrazličnejših športih uporabljajo različno osebno varovalno opremo. Npr. smučarji čelado, posebne rokavice..., bejzbolisti ščitnike čez hlače, hokejisti in nekateri vratarji posebno masko za zaščito obraza, alpinisti čelado, plezalni pas, vrv..., deskarji varnostni povodec za desko, kolesarji luči, odbojnike svetlobe, ogledala...

## Oprema za zaščito oči
V Združenih državah Amerike vsak dan približno 2.000 delavcev utrpi z delom povezane poškodbe oči, ki zahtevajo zdravniško pomoč.V Sloveniji je leta 2020 več kot 17.000 delavcev utrpelo z delom povezane poškodbe. Poškodbe oči lahko nastanejo zaradi različnih razlogov. Večina poškodb oči nastane, ko v oko vdrejo trdi delci, kot so kovinski, lesni, peščeni ali cementni ostružki. Vzroki za poškodbe oči zaradi delcev so tudi majhni delci v dimu in večji delci, kot je razbito steklo. Do poškodbe očesa s tupo silo lahko pride, če je oko zadeto s preveliko silo. Kemične opekline, biološki dejavniki in toplotna izpostavljenost iz virov, kot so varilni gorilniki in ultravijolično sevanje, prav tako prispevajo k poklicnim poškodbam oči.
Čeprav se zahtevana zaščita oči razlikuje glede na poklic, lahko zagotovljeno varnost posplošimo. Varovalna očala zagotavljajo zaščito pred zunanjimi delci in morajo zagotavljati bočno zaščito z ovijanjem ali stranskimi ščitniki.
Varnostna očala zagotavljajo boljšo zaščito kot varnostna očala in so učinkovita pri preprečevanju poškodb oči zaradi brizganja kemikalij, udarcev, prašnih okolij in varjenja.
- Za preprečevanje zamegljevanja je treba uporabljati zaščitna očala z visokim pretokom.Dodatno zaščito zagotavljajo ščitniki za obraz, ki se nosijo nad standardnimi očali; zagotavljajo tudi zaščito pred udarci, kemikalijami in nevarnostmi, ki se prenašajo s krvjo.
- Zaščitna očala za obraz zagotavljajo dodatno zaščito in se nosijo nad standardnimi očali; zagotavljajo tudi zaščito pred udarci, kemikalijami in nevarnostmi, ki se prenašajo s krvjo[6].
- Respiratorji s polnim obrazom veljajo za najboljšo obliko zaščite oči, kadar je potrebna tudi zaščita dihal, vendar so lahko manj učinkoviti pri morebitnih nevarnostih izpostavljenosti oči.
- Zaščita oči pri varjenju je v različnih stopnjah osenčena, odvisno od konkretnega postopka.

## Zaščitna obleka
K zaščitni obleki spada osebno varovalna oprema (OVO), ki je namenjena za zaščito uporabnika pred telesnimi poškodbami, ki nastanejo zaradi topih vplivov, električnega toka, toplote, kemikalij, infekcij, športa, borilnih veščin, drugih nevarnosti povezanimi z varstvom in zdravjem pri delu, itd. Med zaščitno obleko spadajo zaščitna oblačila, čelade, očala, maske, rokavice, ščitniki itd. Primeri poklicev, kjer je uporaba osebne varovalne opreme obvezna: varilci, gasilci, delavci v gradbeništvu, gozdarji, policisti, vojaki, čebelarji... 

### Materiali
Za osebno varovalno opremo se uporabljajo materiali, ki so npr. vodoodporni, negorljivi, odporni na sevanja.